# Estatua de Indíbil y Mandonio

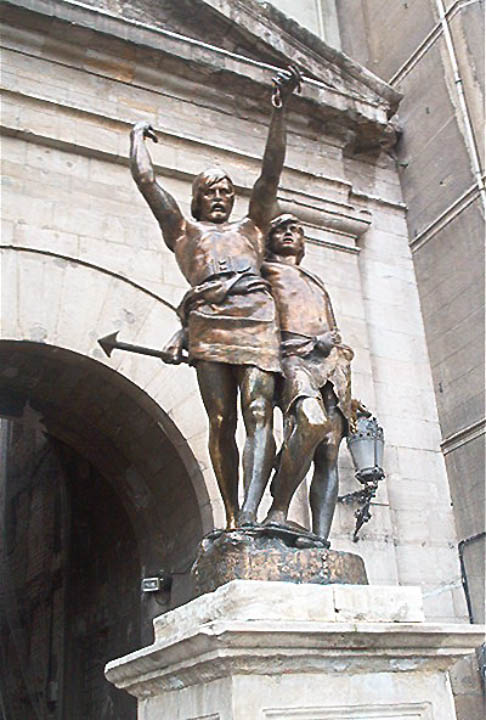
Estatua de Indíbil y Mandonio.

La estatua de Indíbil (Atabeles) y Mandolio (Balduin) es un grupo escultórico de bronce que se encuentra situado a la plaza Agelet y Garriga de Lérida, bajo el Arco del Puente, la antigua entrada a la ciudad (construida en el siglo XVIII) que comunica la calle Mayor con el Puente Viejo. Los guerreros, armados con cadenas, una lanza y una falcata (la espada característica de los ibéricos), representan los dos caudillos ilergitas que defendieron Lérida de los ataques de los cartagineses y de los romanos y que gracias a las luchas y a las acertadas negociaciones evitaron que la ciudad fuera arrasada.

## Origen
Originalmente, la obra se titulaba Grito de independencia y la elaboró en escayola el escultor barcelonés Medardo Sanmartí en 1884. La escultura representaba a Istolacio e Indortes, dos guerreros célticos que lucharon contra los cartagineses en la segunda guerra púnica. En el año 1946 se realizó la réplica en bronce que actualmente recuerda a los guerreros íberos ilergetes.
Hoy en día se considera a la estatua de Indíbil y Mandonio como uno de los monumentos más destacados y simbólicos de Lérida, junto a la La Seu Vella y la Fuente de la Sirena. Situado en uno de los centros de actividad más importantes de la ciudad, se ha convertido en punto de encuentro para los leridanos.

## Curiosidades
- La estatua se limpia periódicamente para que conserve el brillo característico del bronce.
- Cada año, durante los días de carnaval, se disfraza a la estatua.

## Galería de imágenes

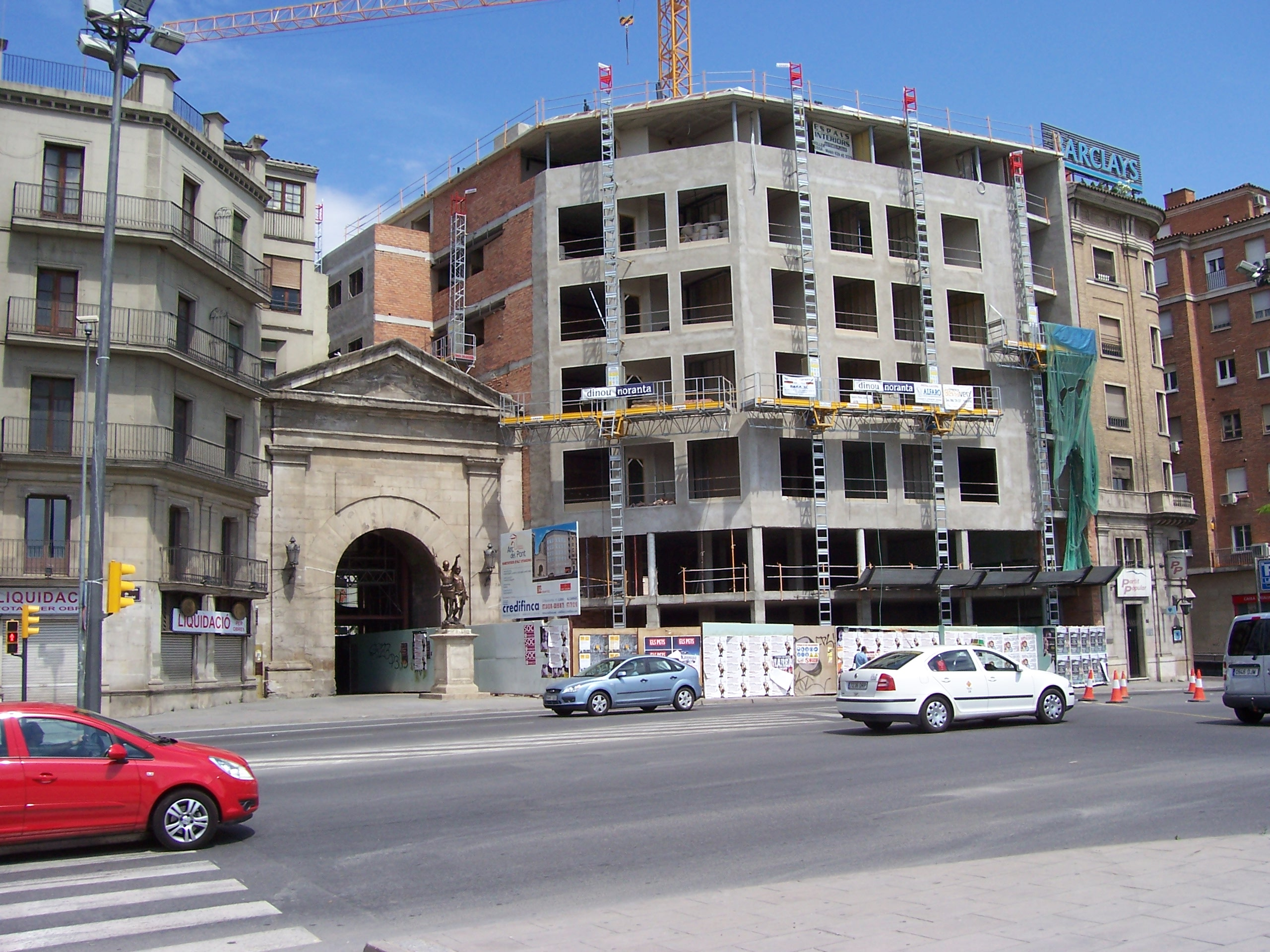
El Arco del puente y la estatua (2007)
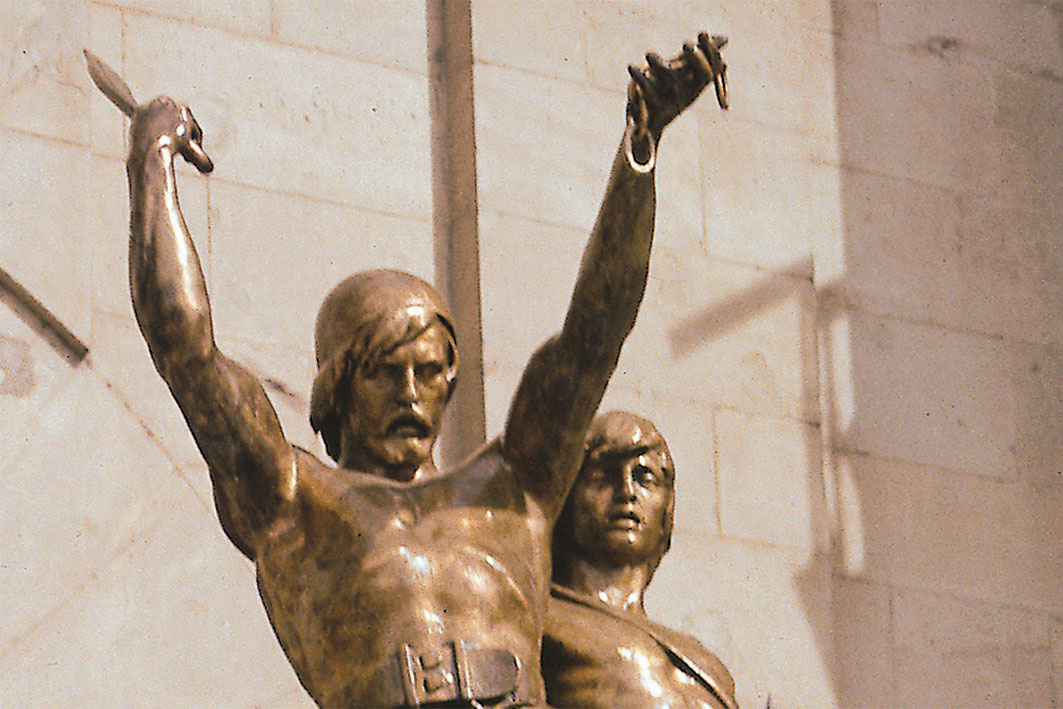
Detalle
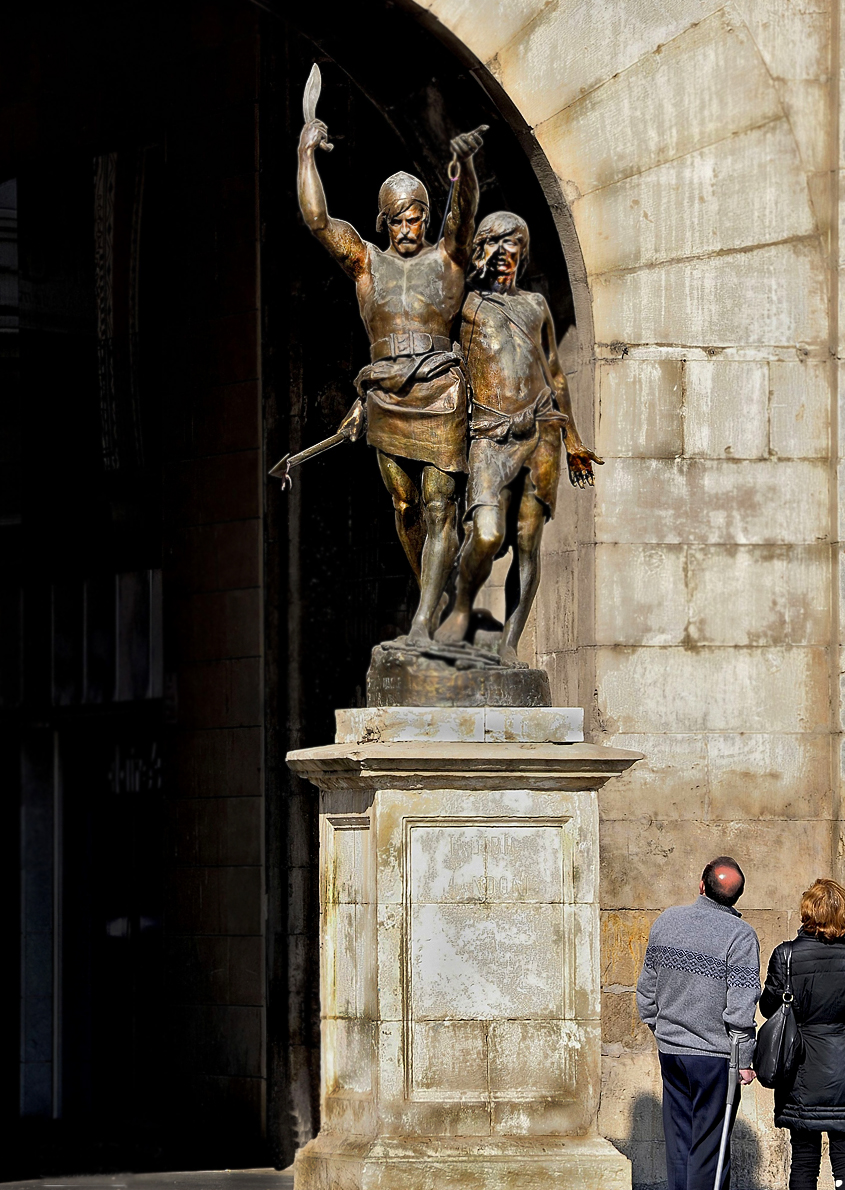
Situada junto al Arco del Puente, es uno de los símbolos característicos de Lleida.

- Datos: Q2371740
- Multimedia: Estàtues d'Indíbil i Mandoni / Q2371740